# Protractie
Protractie is de beweging van de schoudergordel waarbij het schouderblad vanuit de neutrale uitgangshouding langs de borstkas naar voren toe wordt getrokken. Het tegenovergestelde van protractie is retractie of retrotractie.